# Delphinium nydeggeri
Delphinium nydeggeri là một loài thực vật có hoa trong họ Mao lương. Loài này được Hub.-Mor. mô tả khoa học đầu tiên năm 1979.